# Adast
Adast település Franciaországban, Hautes-Pyrénées megyében. Lakosainak száma 302 fő (2022. január 1.).

## Fekvése
Adast Préchac, Beaucens, Pierrefitte-Nestalas, Saint-Savin és Lau-Balagnas községekkel határos.

## Népesség
A település népességének változása:
| Lakosok száma | 279  | 288  | 298  | 292  | 295  | 297  | 298  | 300  | 302  |
|               | 2013 | 2015 | 2016 | 2017 | 2018 | 2019 | 2020 | 2021 | 2022 |